# 莘桥
莘桥是一座明代古桥，位于黄山市徽州区西溪南镇西溪南村，由吴氏家族建于明代初期，全长252米、宽6.1米、有11个桥墩、10个半径跨孔、跨孔宽度20余米，全用红石砌建。2008年3月份列为黄山市文物保护单位。2009年春，一桥墩倒塌，变为危桥，徽州区筹集资金进行抢修 。2019年3月28日列为安徽省文物保护单位。